# Red Bull RB14
Red Bull RB14 je bolid austrijske momčadi Aston Martin Red Bull Racing u Formuli 1.

## Dizajn bolida

### Motor
- Naziv: TAG Heuer RB14
- Proizvođač: Renault
- Težina: 145 kilograma
- Zapremnina: 1,6 litara
- Broj cilindara: 6
- Broj ventila: 24
- V kut: 90°
- Maksimalni broj obrtaja u minuti: 15.000
- Maksimalni protok goriva: 100kg/h
- Elementi motora: Motor s unutarnjim izgaranjem, turbopunjač, MGU-K, MGU-H, spremnik energije i kontrolna jedinica.

### Mjenjač i gume
Momčad je koristila OZ Racing 13 felge i Pirellijeve gume (Pirelli P Zero - Pirelli Cinturato), te vlastito izrađeni Red Bull Technology poluautomatski mjenjač s 8 brzina i jednom brzinom unatrag.

## Sezona 2018.

### Rezultati
| Vozač            | Grid / Utrka | AUS | BAH  | KIN | AZE  | ŠPA | MON | KAN | FRA | AUT | VBR | NJE | MAĐ | BEL | ITA | SIN | RUS | JAP | SAD | MEK | BRA | ABU |
| ---------------- | ------------ | --- | ---- | --- | ---- | --- | --- | --- | --- | --- | --- | --- | --- | --- | --- | --- | --- | --- | --- | --- | --- | --- |
| Daniel Ricciardo | Startni grid | 8.  | 4.   | 6.  | 4.   |     |     |     |     |     |     |     |     |     |     |     |     |     |     |     |     |     |
| Daniel Ricciardo | Utrka        | 4.  | Odu. | 1.  | Odu. |     |     |     |     |     |     |     |     |     |     |     |     |     |     |     |     |     |
| Max Verstappen   | Startni grid | 4.  | 15.  | 5.  | 5.   |     |     |     |     |     |     |     |     |     |     |     |     |     |     |     |     |     |
| Max Verstappen   | Utrka        | 6.  | Odu. | 5.  | Odu. |     |     |     |     |     |     |     |     |     |     |     |     |     |     |     |     |     |

### Plasman
| Poz. | Vozač              | Bodovi |
| ---- | ------------------ | ------ |
| 5.   | Daniel Ricciardo   | 37     |
| 8.   | Max Verstappen     | 18     |
| Poz. | Konstruktor        | Bodovi |
| 3.   | Red Bull-TAG Heuer | 55     |